# Tomboy (canción de (G)I-dle)
«Tomboy» es una canción grabada por el grupo femenino surcoreano (G)I-dle, lanzada el 14 de marzo de 2022 por Cube Entertainment como el sencillo principal de su primer álbum de estudio titulado I Never Die. La canción fue escrita y producida por Soyeon, líder del grupo, y coproducida por Pop Time y JENCI.
La canción marcó el primer lanzamiento de (G)I-dle como un grupo de cinco miembros luego de la partida de Soojin en agosto de 2021.

## Antecedentes y lanzamiento
El 17 de febrero de 2022, Cube Entertainment, sello discográfico del grupo, anunció que (G)I-dle lanzaría un nuevo álbum en marzo de 2022 como un grupo de cinco miembros después de que Soojin, quien estuvo envuelta en una controversia de acoso escolar, se fuera en agosto de 2021. El 24 de febrero del mismo año se anunció que (G)I-dle lanzaría su primer álbum de estudio bajo el nombre de I Never Die, el 14 de marzo. Cuatro días después, se publicó la lista de canciones del álbum y se anunció «Tomboy» como su sencillo principal. El 7 de marzo, se lanzó el vídeo teaser de audio. Dos adelantos del vídeo musical fueron lanzados el 11 y 12 de marzo.

## Composición y letra
«Tomboy» fue escrita por Soyeon, quien también compuso y arregló la canción junto a Pop Time y JENCI. Musicalmente, la canción fue descrita como una canción de rock y pop punk con letras sobre «la independencia y romper el molde [de] ser una novia perfecta». «Tomboy» fue compuesta en la tonalidad de do sostenido menor con un tempo de 124 pulsaciones por minuto.

## Vídeo musical
El vídeo musical, dirigido por Samson de High Quality Fish, fue lanzado por Cube Entertainment el 14 de marzo de 2022. El vídeo musical fue descrito como «vibrante y poderoso, con el quinteto en moda alternativa inspirada en Y2K, causando caos en las escenas con explosiones rudas, vandalismo casual y coreografía de jefes en la primera mitad. Además, el vídeo "retrata [al quinteto] como muñecos que trabajan juntos como un equipo para drogar, secuestrar y deshacerse de un muñeco masculino que les sirve como su interés amoroso».

## Promoción

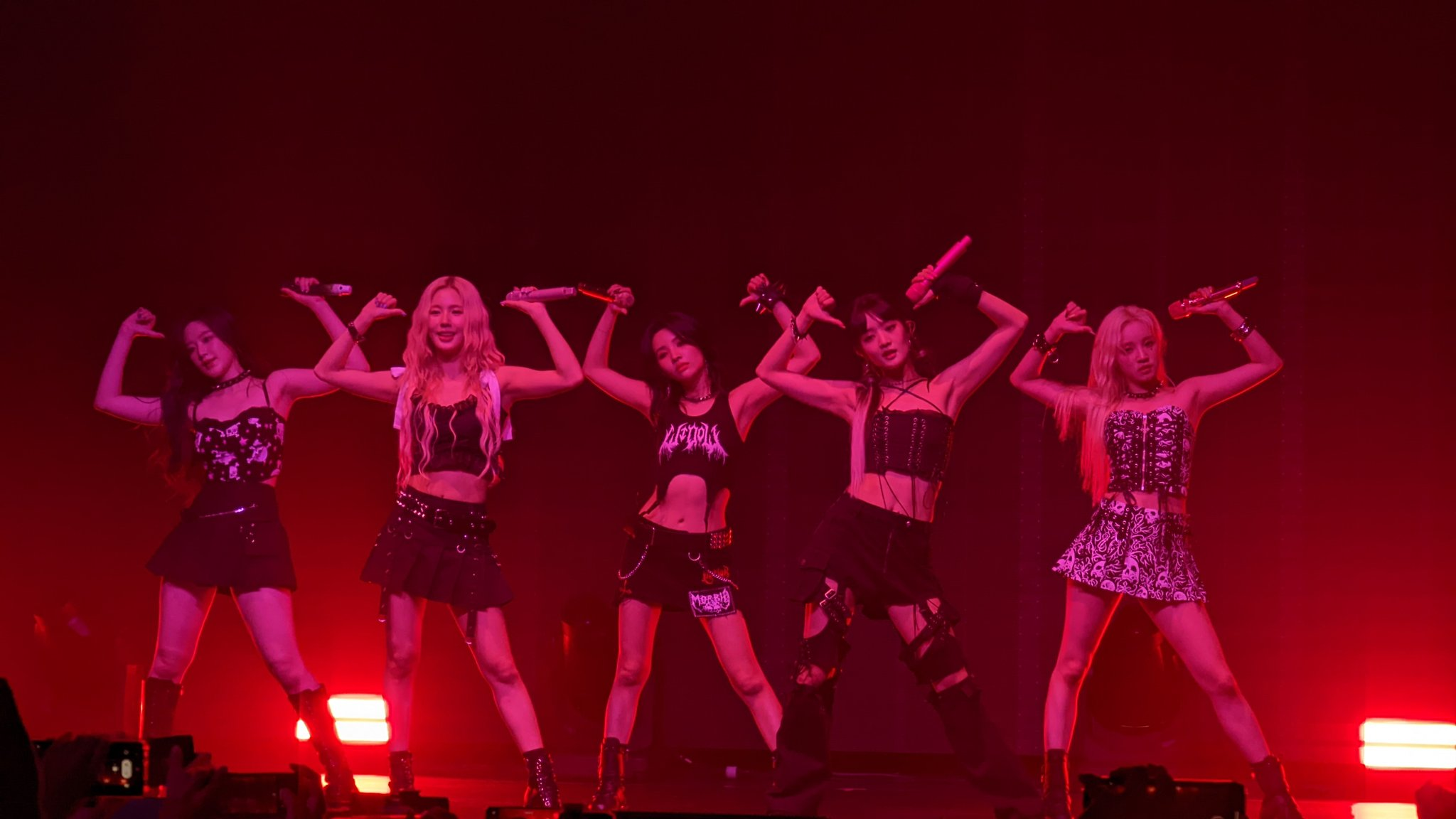
(G)I-dle interpretando Tomboy en el Just Me (G)I-dle World Tour en San Francisco, California en 2022

Antes del lanzamiento del álbum, el 14 de marzo de 2022, (G)I-dle realizó un evento en vivo en línea para presentar el álbum y su canción, incluida «Tomboy», y también poder comunicarse con sus fanáticos. Posteriormente, el grupo se presentó en el programa de música M! Countdown del canal Mnet el 17 de marzo.

## Reconocimientos

### Premios y nominaciones
| Año  | Evento                       | Premio                                      | Resultado | Ref.   |
| ---- | ---------------------------- | ------------------------------------------- | --------- | ------ |
| 2022 | Asian Pop Music Awards       | Top 20 Canciones del año (Extranjero)       | Ganador   | [ 13 ] |
| 2022 | Asian Pop Music Awards       | Canción del año (Extranjero)                | Nominado  | [ 14 ] |
| 2022 | Asian Pop Music Awards       | Mejor performance de baile (Extranjero)     | Nominado  | [ 14 ] |
| 2022 | Circle Chart Music Awards    | Canción del año (marzo)                     | Ganador   | [ 15 ] |
| 2022 | Genie Music Awards           | Canción del año                             | Nominado  | [ 16 ] |
| 2022 | KBS World Radio K-Pop Awards | Mejor canción del año                       | Nominado  | [ 17 ] |
| 2022 | MAMA Awards                  | Canción del año                             | Nominado  | [ 18 ] |
| 2022 | MAMA Awards                  | Mejor performance de baile (Grupo femenino) | Nominado  | [ 18 ] |
| 2022 | Melon Music Awards           | Canción del año                             | Nominado  | [ 19 ] |
| 2022 | Melon Music Awards           | Mejor vídeo musical                         | Ganador   | [ 20 ] |
| 2023 | Golden Disk Awards           | Bonsang digital                             | Ganador   | [ 21 ] |
| 2023 | Golden Disk Awards           | Daesang digital                             | Nominado  | [ 22 ] |
| 2023 | Korean Music Awards          | Canción del año                             | Nominado  | [ 23 ] |
| 2023 | Korean Music Awards          | Mejor canción K-Pop                         | Nominado  | [ 23 ] |

### Premios en programas de música
| Programa                  | Fecha               | Ref.   |
| ------------------------- | ------------------- | ------ |
| The Show (SBS MTV)        | 22 de marzo de 2022 | [ 24 ] |
| Show Champion (MBC Music) | 23 de marzo de 2022 | [ 25 ] |
| M! Countdown (Mnet)       | 24 de marzo de 2022 | [ 26 ] |
| M! Countdown (Mnet)       | 31 de marzo de 2022 | [ 27 ] |
| Show! Music Core (MBC)    | 26 de marzo de 2022 | [ 28 ] |
| Inkigayo (SBS)            | 27 de marzo de 2022 | [ 29 ] |
| Inkigayo (SBS)            | 3 de abril de 2022  | [ 30 ] |
| Inkigayo (SBS)            | 5 de junio de 2022  | [ 31 ] |

### Listados
| Publicación   | Lista                                                     | Ranking  | Ref.   |
| ------------- | --------------------------------------------------------- | -------- | ------ |
| Amazon Music  | Lo mejor de 2022: K-Pop                                   | Incluida | [ 32 ] |
| Billboard     | Las 25 mejores canciones de K-Pop de 2022: Staff Picks    | 1.º      | [ 33 ] |
| Dazed         | The best K-pop tracks of 2022                             | 14.º     | [ 34 ] |
| Genius Korea  | Las 100 canciones más populares del 2022                  | 25.º     | [ 35 ] |
| Hypebae       | The best K-Pop songs and music videos of 2022             | Incluida | [ 36 ] |
| Idology       | 20 mejores canciones K-Pop de 2022                        | Incluida | [ 37 ] |
| IZM           | Mejores canciones K-Pop de 2022                           | Incluida | [ 38 ] |
| Leisure Byte  | 22 Best Kpop Rock Songs of 2022 That Redefined the Genre  | Incluida | [ 39 ] |
| Rolling Stone | The 100 Greatest Songs in the History of Korean Pop Music | 81.º     | [ 40 ] |
| Teen Vogue    | The 79 Best K-Pop Songs of 2022                           | Incluida | [ 41 ] |
| Teen Vogue    | 21 Best K-Pop Music Videos of 2022                        | Incluida | [ 42 ] |
| Tidal         | K-Pop: Best of 2022                                       | Incluida | [ 43 ] |

## Historial de lanzamiento
| País          | Fecha               | Formato                       | Sello                       |
| ------------- | ------------------- | ----------------------------- | --------------------------- |
| Corea del Sur | 14 de marzo de 2022 | CD descarga digital streaming | Cube Entertainment, Kakao M |
| Mundo         | 14 de marzo de 2022 | CD descarga digital streaming | Cube Entertainment, Kakao M |